# Сахарский орикс
Саха́рский о́рикс, или саблерогий орикс, или саблерогая антилопа (лат. Oryx dammah) — вид антилоп рода сернобыков (Oryx).
Высота сахарского орикса в холке немного больше 100 см. Масса тела около 200 кг. Шерсть очень светлая, почти белая. Грудь красно-коричневого цвета. И у самцов, и у самок очень длинные, тонкие, почти ровные рога длиной от 100 до 125 см.
Сахарские ориксы населяли степи и пустыни Северной Африки. Они питаются листьями, травой, молодыми побегами различных растений и плодами. Стада сахарских ориксов насчитывали до 70 особей. Ориксы могут жить несколько недель без воды.
Самцы очень игривы и любят выяснять отношения между собой , но недолго и не нанося друг другу серьёзных повреждений. Самки тоже не прочь поиграть и принять участие в мужских забавах. 
Половой зрелости достигают в возрасте полутора-двух лет. Беременность длится восемь-девять месяцев. За неделю до рождения малыша самка уходит из стада. После родов снова возвращается. Телята рождаются с желтой шерстью. У них нет темных пятен как у взрослых. Лишь в возрасте от 3 до 12 месяцев они становятся похожими на своих родителей по окраске. 

## Статус и сохранение
Численность сахарских ориксов снижалась из-за охоты и потери привычных мест обитания. На ориксов охотились ради шкур, мяса и рогов. Ранее они населяли всю Сахару. Вид мог полностью исчезнуть. Последнего дикого сахарского орикса видели в последних годах XX века.
В настоящее время существует глобальная программа разведения сахарских ориксов в неволе. По состоянию на 2015 год в неволе в рамках программ разведения содержалось около 1750 ориксов; пиковая численность достигала 11 000 животных на фермах в Техасе и 4 000 — в арабских странах Персидского залива. 
Постепенно реализуются планы по реинтродукции животных в природную среду. Стада содержатся в загонах в Национальном парке Джебель-Бу-Хедма (1985 г.), Национальном парке Сиди-Туи (1999 г.) и Национальном парке Уэд-Декук (1999 г.) в Тунисе; Национальном парке Сус-Масса (1995 г.) в Марокко; и в заповеднике Ферло (1998 г.) и природном заповеднике Гуэмбуэль (1999 г.) в Сенегале.
В Чаде организован проект по реинтродукции сахарских ориксов в заповеднике Уади-Риме — Уади-Ашим. Он осуществляется при поддержке Фонда сохранения Сахары и Агентства по охране окружающей среды Абу Даби. Первое стадо  начале 2016 года было помещено в акклиматизационный загон, а затем выпущено в дикую природу в сезон дождей. В этом стаде было 21 животное. В начале 2017 года в нём родился детеныш, что стало первым рождением представителя данного вида в дикой природе за более чем 20 лет. Второе стадо, состоящее из шести самцов и восьми самок, было помещено в вольер для акклиматизации 21 января 2017 года.
Зоопарк Марвелл в Хэмпшире и Эдинбургский зоопарк также ведут работу по возвращению выращенных в неволе сахарских ориксов в их прежние места обитания. Реинтродукция в Тунисе началась в 1985 году со стада из 10 ориксов из зоопарков Марвелла и Эдинбурга. В 1999 и 2007 годах зоопарк Марвелл обеспечивал выпуск сахарских ориксов в еще три охраняемых района в пределах их прежнего исторического ареала.